# Eremobates villosus
Eremobates villosus är en spindeldjursart som beskrevs av Muma 1970. Eremobates villosus ingår i släktet Eremobates och familjen Eremobatidae. Inga underarter finns listade i Catalogue of Life.